# Litija
Litija je město a správní středisko stejnojmenné občiny ve Slovinsku v Zasávském regionu. Nachází se uprostřed meandru řeky Sávy, asi 31 km východně od Lublaně. V roce 2019 zde trvale žilo 6 629 obyvatel.
Městem prochází silnice 108. Sousedními městy jsou Domžale, Grosuplje, Lublaň, Trebnje, Višnja Gora a Zagorje ob Savi.

## Historie
Obec se poprvé písemně připomínala roku 1256 pod názvem Ad Litigiam, Apud Litigiam nebo Apud Lvtyam, v roce 1363 Lutya, v roce 1431 Littai, v roce 1444 také Luttey a v roce 1480 propre Lutiam. Etymologie názvu vznikla od slovanského Ljutija, Ľutoviďova ves. 

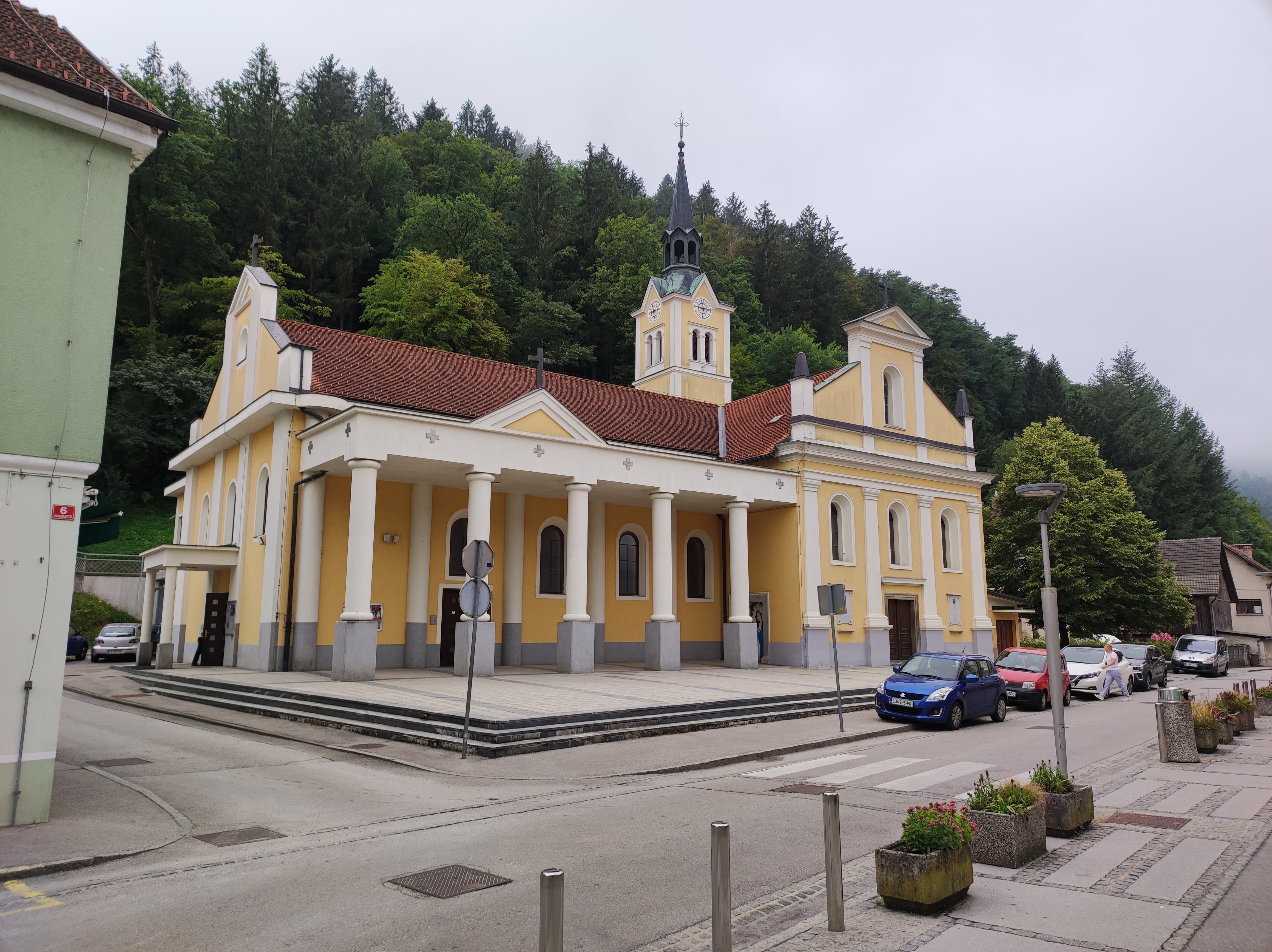
Farní kostel sv. Mikuláše

K prosperitě tržní vsi jako obchodní křižovatky pomohlo silniční a železniční spojení mezi Lublaní a Terstem.
K rozvoji potravinářského průmyslu a povýšení na město došlo až koncem v 19. století. 

## Památky

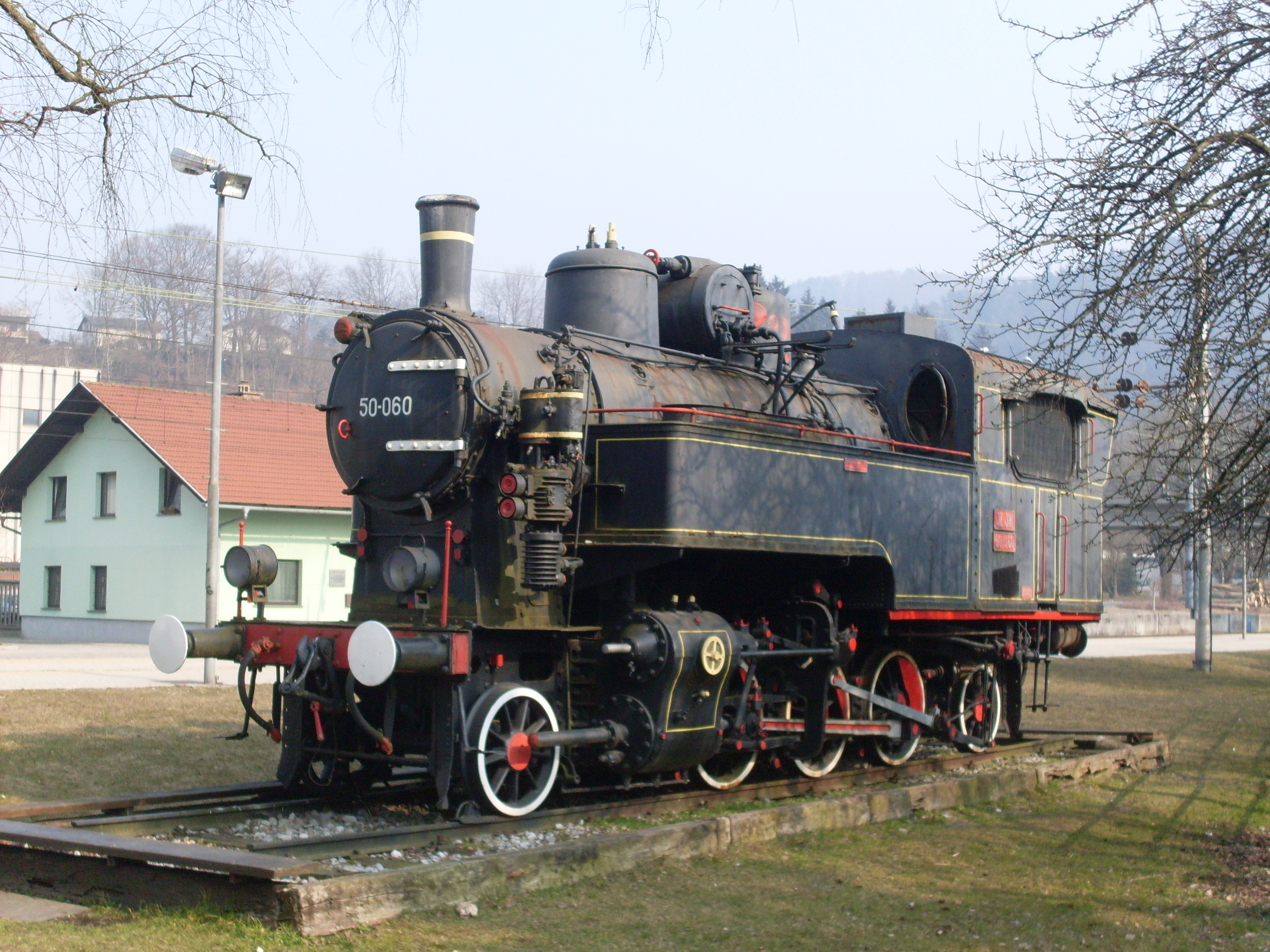
Lokomotiva JZ 50-060 z roku 1912

- Kostel sv. Mikuláše - novogotická stavba baziliky z roku 1884, patří do lublaňské arcidiecéze.

- Tři parní lokomotivy - stojí kolem nádraží jako exponáty historie železnice

## Sport
- cyklostezka
- mezinárodní tenisový turnaj ITF